# Absäumung
Absäumung ist die allmähliche Entfernung hiebreifen Holzes: Es wird in Form schmaler Streifen am Rand eines Waldbestandes entfernt. Dies geschieht zur Freistellung von Jungholz (Blendersaumschlag) oder als schmaler Kahlschlag (Saumschlag).
Üblicherweise arbeitet man von Norden nach Süden, sodass die Verjüngung besser vor zu starker Sonneneinstrahlung oder Sturm (Hauptsturmrichtung in Deutschland ist süd-west) geschützt ist.